# 新版大岡政談

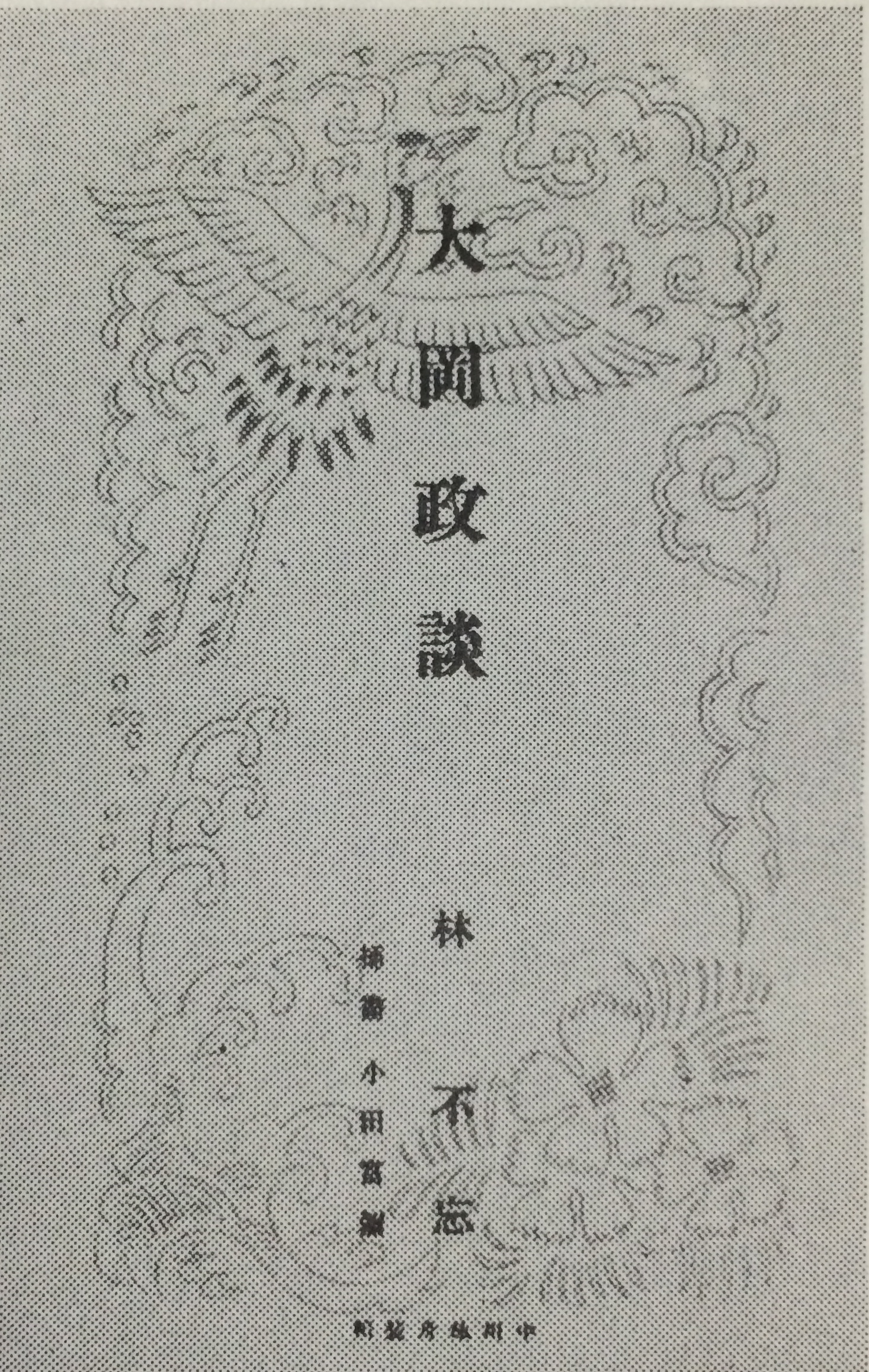
林不忘『新版大岡政談』

『新版大岡政談』（しんぱんおおおかせいだん）は林不忘の小説。またそれを原作とした映画作品。

## 概要
1927年10月（昭和2年）から『東京日日新聞』（現在の毎日新聞）に掲載された林不忘の連載小説。邑井貞吉の講談『大岡政談』を元にして小説化したもの。『新版大岡政談・鈴川源十郎の巻』（後に『丹下左膳』と改題）、『新版大岡政談・魔像篇』などがある。
『新版大岡政談・鈴川源十郎の巻』は、マキノ・プロダクション、東亜キネマ、日活の3社がそれぞれ映画化し、とりわけ伊藤大輔監督・大河内傳次郎主演による日活作品が大ヒットし、原作では脇役だった隻眼隻手の怪剣士･丹下左膳を主役として大いに人気を博して時代劇の定番となった。このため原作の『鈴川源十郎の巻』の方が『丹下左膳』と改題されたほどである。『魔像篇』は、元は1930年の映画『続大岡政談 摩像篇第一』のために書き下ろされたものであり、その後も『魔像』などのタイトルでたびたび映画化されており、こちらも時代劇の定番となっている。

## 映画
鈴川源十郎の巻
- 『新版大岡政談』（前篇・中篇）（1928年、マキノ）監督：二川文太郎、出演：嵐長三郎（嵐寛寿郎）（主演）
- 『新版大岡政談』（前篇・中篇・後篇）（1928年、東亜）監督：広瀬五郎、出演：団徳麿（主演）
- 『新版大岡政談』（第一篇・第二篇・解決編）（1928年、日活）監督：伊藤大輔・出演：大河内傳次郎（主演）

※以降の映画化はすべて表題が「丹下左膳」となっている。
魔像篇
- 『続大岡政談』（摩像篇第一・魔像解決篇）（1930年、日活）監督：伊藤大輔、出演：大河内傳次郎（主演）、伏見直江、梅村蓉子 ※1928年の「新版大岡政談」続編。
- 『魔像』（1936年、阪東妻三郎プロダクション）監督：石上純、出演：阪東妻三郎（主演）、歌川八重子
- 『大岡政談 魔像』（1938年、日活）監督：稲垣浩、出演：阪東妻三郎（主演）※阪東2度目の映画化。
  - 『続魔像 茨右近』（1939年、日活）監督：稲垣浩、出演：阪東妻三郎（主演）
- 『魔像』（1952年、松竹）監督：大曾根辰夫、出演：阪東妻三郎（主演）、山田五十鈴、津島恵子 ※板東3度目の映画化。
- 『魔像』（1956年、東映）監督：深田金之助、出演：大友柳太朗（主演）、高千穂ひづる、月形龍之介
- 『大岡政談 魔像篇』（1960年、東映）監督：河野寿一、出演：市川右太衛門（主演）、若山富三郎、月形龍之介

## テレビドラマ
『魔像・十七の首』（1969年、朝日放送）
板東妻三郎が三度にわたり映画主演した『魔像』のリメイクドラマ。板東の長男・田村高廣の主演でリメイクされた。また次男・田村正和も出演している。

## 漫画
- 『魔像』（作画：神田たけ志）